# Rikke Lylloff
Rikke Lylloff Madsen  (født 28. september 1978) er en dansk skuespillerinde.
Lylloff er uddannet fra skuespillerskolen ved Odense Teater i 2004.

## Filmografi

### Spillefilm
| År   | Titel                   | Rolle      | Noter |
| ---- | ----------------------- | ---------- | ----- |
| 2000 | Dancer in the Dark      |            |       |
| 2007 | Kollegiet               | genfærdet  |       |
| 2008 | Gaven                   | Louise     |       |
| 2008 | En enkelt til Korsør    | studerende |       |
| 2009 | Over gaden under vandet | Søsser     |       |
| 2010 | Sandheden om mænd       | Rikke      |       |
| 2011 | Chloe Likes Olivia      | Andrea     |       |
| 2016 | I blodet                | Karen      |       |
| 2017 | Fantasten               | Maya       |       |
| 2017 | Qeda                    | journalist |       |

### Serier
| År      | Titel            | Rolle                  | Noter             |
| ------- | ---------------- | ---------------------- | ----------------- |
| 2006-08 | Anna Pihl        | den prostituerede Line | S3E23             |
| 2008-10 | Isas stepz       | Louise                 | afsnit 12-13 & 15 |
| 2010-13 | Borgen           | Lotte Ågaard           | afsnit 11-16      |
| 2019    | Der Usedom-Krimi | Ellen Nørgaard         | afsnit 6-10       |